# Parasterope muelleri
Parasterope muelleri är en kräftdjursart som först beskrevs av Tage Skogsberg 1920.  Parasterope muelleri ingår i släktet Parasterope och familjen Cylindroleberididae. Inga underarter finns listade i Catalogue of Life.